# ماكس كيلي
ماكس كيلي (بالإنجليزية: Max Kelly)‏ هو لاعب كرة قدم أسترالية أسترالي، ولد في 27 نوفمبر 1909، وتوفي في 22 مارس 1987.

## وصلات خارجية
- ماكس كيلي على موقع AustralianFootball.com (الإنجليزية)
- ماكس كيلي على موقع AFLtables.com (الإنجليزية)